# 하단역 (정주)
하단역(下端驛)은 조선민주주의인민공화국 평안북도 정주시에 있는 평의선의 철도역이다. 1938년에 영업을 개시하였다.

## 연혁
- 1938년 7월 16일: 영업 개시[1]